# Austrália nos Jogos Olímpicos de Inverno de 2010

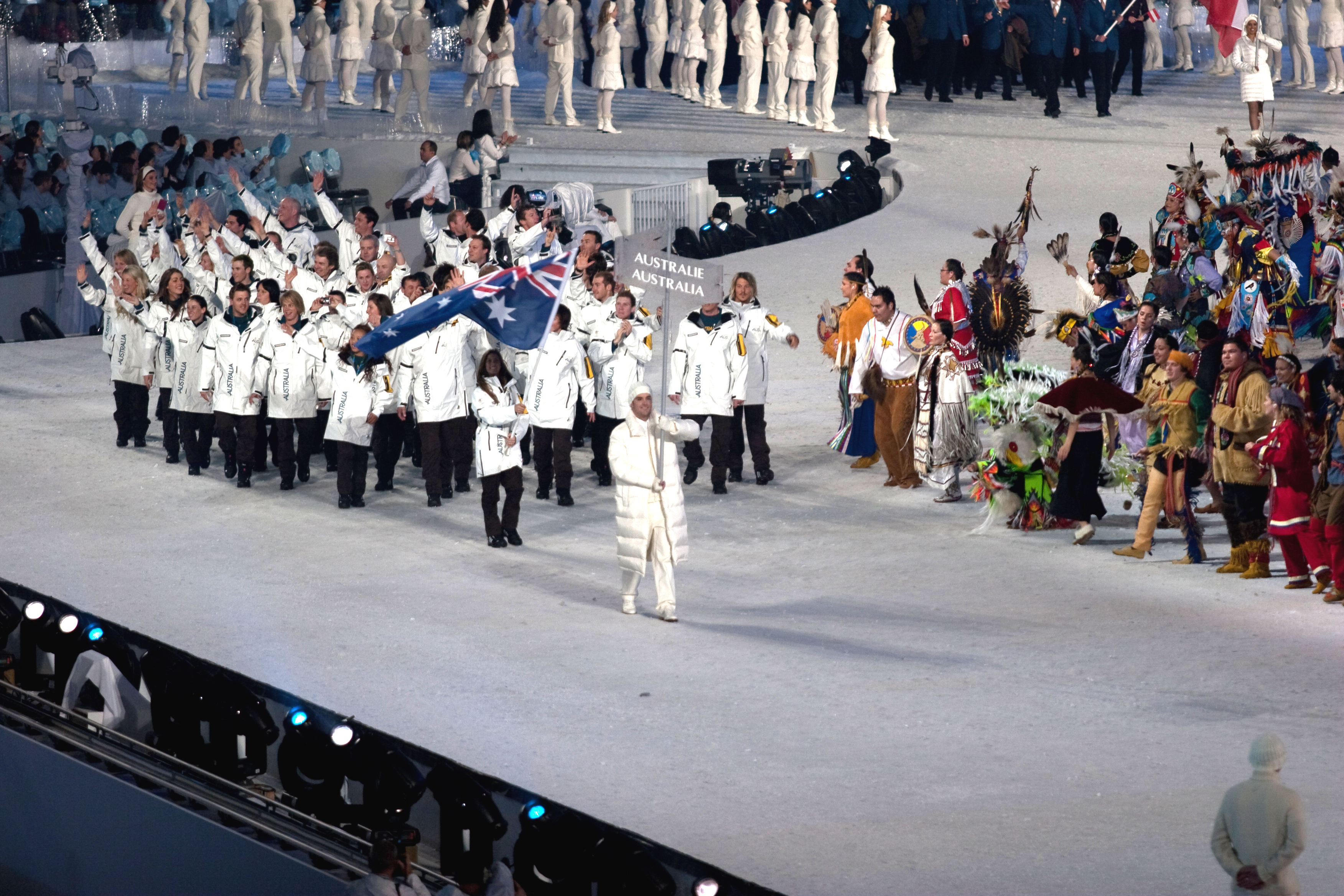
Delegação australiana durante a cerimônia de abertura.

A Austrália participou dos Jogos Olímpicos de Inverno de 2010, realizados em Vancouver, no Canadá. O país estreou em Olimpíadas de Inverno em 1936 e participa regularmente desde os Jogos de 1952.

## Medalhas
| Atleta          | Esporte            | Evento            | Medalha |
| --------------- | ------------------ | ----------------- | ------- |
| Torah Bright    | Snowboard          | Halfpipe feminino | Ouro    |
| Lydia Lassila   | Esqui estilo livre | Aerials feminino  | Ouro    |
| Dale Begg-Smith | Esqui estilo livre | Moguls masculino  | Prata   |

## Desempenho

### Biatlo
Masculino
| Atleta          | Evento     | Final   | Final       | Final   |
| Atleta          | Evento     | Tempo   | Penalidades | Posição |
| --------------- | ---------- | ------- | ----------- | ------- |
| Alexei Almoukov | Velocidade | 30:57.9 | 4 (3+1)     | 87º     |
| Alexei Almoukov | Individual | 57:37.6 | 4 (1+1+2+0) | 78º     |

### Bobsleigh
Feminino
| Atleta                                 | Evento | Final      | Final      | Final      | Final      | Final   | Final |
| Atleta                                 | Evento | 1ª corrida | 2ª corrida | 3ª corrida | 4ª corrida | Total   | Pos.  |
| -------------------------------------- | ------ | ---------- | ---------- | ---------- | ---------- | ------- | ----- |
| Astrid Loch-Wilkinson Cecilia McIntosh | Duplas | 54.85      | 54.66      | 55.16      | –          | 2:44.67 | 19º   |

Masculino
| Atleta                                                                | Evento | Final      | Final      | Final      | Final      | Final   | Final |
| Atleta                                                                | Evento | 1ª corrida | 2ª corrida | 3ª corrida | 4ª corrida | Total   | Pos.  |
| --------------------------------------------------------------------- | ------ | ---------- | ---------- | ---------- | ---------- | ------- | ----- |
| Christopher Spring Duncan Harvey (corr. 1 e 2) Anthony Ryan (corr. 3) | Duplas | 53.14      | 54.41      | 53.18      | –          | 2:40.73 | 22º   |
| Jeremy Rollestone Duncan Pugh                                         | Duplas | DNS        | DNS        | DNS        | DNS        | DNS     | DNS   |

### Esqui alpino
Masculino
| Atleta       | Evento   | Corrida 1 | Corrida 2 | Total | Pos. |
| ------------ | -------- | --------- | --------- | ----- | ---- |
| Craig Branch | Downhill | 1:57.19   |           |       | 34º  |
| Craig Branch | Super-G  | 1:32:89   |           |       | 29º  |
| Jono Brauer  | Downhill | 1:58.08   |           |       | 39º  |
| Jono Brauer  | Super-G  | 1:32:92   |           |       | 30º  |

### Esqui cross-country
Feminino
| Atleta           | Evento     | Qualificatória | Qualificatória | Quartas-de-final | Quartas-de-final | Semifinal   | Semifinal   | Final       | Final       |
| Atleta           | Evento     | Tempo          | Pos.           | Tempo            | Pos.             | Tempo       | Pos.        | Tempo       | Pos.        |
| ---------------- | ---------- | -------------- | -------------- | ---------------- | ---------------- | ----------- | ----------- | ----------- | ----------- |
| Esther Bottomley | Velocidade | 4:05.12        | 50º            | Não avançou      | Não avançou      | Não avançou | Não avançou | Não avançou | Não avançou |

Masculino
| Atleta              | Evento                 | Qualificatória | Qualificatória | Quartas-de-final | Quartas-de-final | Semifinal   | Semifinal   | Final       | Final       |
| Atleta              | Evento                 | Tempo          | Pos.           | Tempo            | Pos.             | Tempo       | Pos.        | Tempo       | Pos.        |
| ------------------- | ---------------------- | -------------- | -------------- | ---------------- | ---------------- | ----------- | ----------- | ----------- | ----------- |
| Paul Murray         | Velocidade             | 3:52.96        | 55º            | Não avançou      | Não avançou      | Não avançou | Não avançou | Não avançou | Não avançou |
| Ben Sim             | 15 km livre            |                |                |                  |                  |             |             | 35:48.6     | 45º         |
| Ben Sim             | Perseguição combinada  |                |                |                  |                  |             |             | 1:23:25.8   | 47º         |
| Paul Murray Ben Sim | Velocidade por equipes |                |                |                  |                  | 19:57.0     | 10º         | Não avançou | Não avançou |

### Esqui estilo livre
Feminino
| Atleta            | Evento  | Preliminar | Preliminar | Final       | Final           |
| Atleta            | Evento  | Pontos     | Pos.       | Pontos      | Pos.            |
| ----------------- | ------- | ---------- | ---------- | ----------- | --------------- |
| Britteny Cox      | Moguls  | 19.87      | 23º        | Não avançou | Não avançou     |
| Jacqui Cooper     | Aerials | 162.99     | 11º        | 194.29      | 5º              |
| Elizabeth Gardner | Aerials | 164.60     | 10º        | 86.70       | 12º             |
| Lydia Lassila     | Aerials | 167.55     | 9º         | 214.74      | Medalha de ouro |
| Bree Munro        | Aerials | 143.46     | 18º        | Não avançou | Não avançou     |

| Atleta      | Evento    | Preliminar | Preliminar | Oitavas | Quartas | Semifinal   | Final       | Final |
| Atleta      | Evento    | Tempo      | Pos.       | Posição | Posição | Posição     | Posição     | Pos.  |
| ----------- | --------- | ---------- | ---------- | ------- | ------- | ----------- | ----------- | ----- |
| Katya Crema | Ski cross | 1:20.19    | 17º        | 2º      | 3º      | Não avançou | Não avançou | 15º   |
| Jenny Owens | Ski cross | 1:19.80    | 15º        | 2º      | 3º      | Não avançou | Não avançou | 13º   |

Masculino
| Atleta          | Evento  | Preliminar | Preliminar | Final       | Final            |
| Atleta          | Evento  | Pontos     | Pos.       | Pontos      | Pos.             |
| --------------- | ------- | ---------- | ---------- | ----------- | ---------------- |
| Dale Begg-Smith | Moguls  | 25.03      | 4º         | 26.58       | Medalha de prata |
| Ramone Cooper   | Moguls  | 21.11      | 27º        | Não avançou | Não avançou      |
| David Morris    | Aerials | 221.02     | 13º        | Não avançou | Não avançou      |

| Atleta        | Evento    | Preliminar | Preliminar | Oitavas | Quartas | Semifinal | Final            | Final |
| Atleta        | Evento    | Tempo      | Pos.       | Posição | Posição | Posição   | Posição          | Pos.  |
| ------------- | --------- | ---------- | ---------- | ------- | ------- | --------- | ---------------- | ----- |
| Scott Kneller | Ski cross | 1:13.85    | 12º        | 2º      | 2º      | 3º        | Pequena final 3º | 7º    |

### Luge
Feminino
| Atleta               | Evento     | Final      | Final      | Final      | Final      | Final    | Final |
| Atleta               | Evento     | 1ª corrida | 2ª corrida | 3ª corrida | 4ª corrida | Total    | Pos.  |
| -------------------- | ---------- | ---------- | ---------- | ---------- | ---------- | -------- | ----- |
| Hannah Campbell-Pegg | Individual | 42.527     | 42.570     | 42.606     | 42.519     | 2:50.222 | 23º   |

### Patinação artística
| Atleta       | Evento              | Programa curto | Programa curto | Programa longo | Programa longo | Total  | Total |
| Atleta       | Evento              | Pontos         | Pos.           | Pontos         | Pos.           | Pontos | Pos.  |
| ------------ | ------------------- | -------------- | -------------- | -------------- | -------------- | ------ | ----- |
| Cheltzie Lee | Individual feminino | 52.16          | 18º            | 86.00          | 20º            | 138.16 | 20º   |

### Patinação de velocidade
Feminino
| Atleta      | Evento      | Corrida 1 | Corrida 1 | Corrida 2 | Corrida 2 | Final   | Final |
| Atleta      | Evento      | Tempo     | Pos.      | Tempo     | Pos.      | Tempo   | Pos.  |
| ----------- | ----------- | --------- | --------- | --------- | --------- | ------- | ----- |
| Sophie Muir | 500 metros  | 39.649    | 31º       | 39.400    | 27º       | 1:19.04 | 29º   |
| Sophie Muir | 1000 metros |           |           |           |           | 1:18.79 | 30º   |

### Patinação de velocidade em pista curta
Feminino
| Atleta             | Evento      | Preliminar | Preliminar | Quartas     | Quartas     | Semifinal   | Semifinal   | Final            | Final       |
| Atleta             | Evento      | Tempo      | Pos.       | Tempo       | Pos.        | Tempo       | Pos.        | Tempo            | Pos.        |
| ------------------ | ----------- | ---------- | ---------- | ----------- | ----------- | ----------- | ----------- | ---------------- | ----------- |
| Tatiana Borodulina | 500 metros  | 44.901     | 3º         | Não avançou | Não avançou | Não avançou | Não avançou | Não avançou      | Não avançou |
| Tatiana Borodulina | 1000 metros | 1:32.509   | 1º         | 1:32.465    | 2º          | 1:29.663    | 3º          | Final B 1:32.661 | 7º          |
| Tatiana Borodulina | 1500 metros | 2:27:408   | 2º         |             |             | 2:21.617    | 4º          | Final B 2:43.051 | 11º         |

Masculino
| Atleta      | Evento      | Preliminar | Preliminar | Quartas     | Quartas     | Semifinal   | Semifinal   | Final       | Final       |
| Atleta      | Evento      | Tempo      | Pos.       | Tempo       | Pos.        | Tempo       | Pos.        | Tempo       | Pos.        |
| ----------- | ----------- | ---------- | ---------- | ----------- | ----------- | ----------- | ----------- | ----------- | ----------- |
| Lachlan Hay | 1000 metros | 1:26.132   | 4º         | Não avançou | Não avançou | Não avançou | Não avançou | Não avançou | Não avançou |

### Skeleton
| Atleta             | Evento    | 1ª corrida | 2ª corrida | 3ª corrida | 4ª corrida | Total   | Pos. |
| ------------------ | --------- | ---------- | ---------- | ---------- | ---------- | ------- | ---- |
| Melissa Hoar       | Feminino  | 54.73      | 54.48      | 54.48      | 54.53      | 3:38.22 | 12º  |
| Emma Lincoln-Smith | Feminino  | 54.28      | 54.41      | 54.54      | 54.40      | 3:37.63 | 10º  |
| Anthony Deane      | Masculino | 54.55      | 54.12      | 54.68      | –          | 2:43.45 | 23º  |

### Snowboard
Halfpipe
| Atleta         | Evento    | Qualificatória | Qualificatória | Qualificatória | Semifinal   | Semifinal   | Semifinal   | Final       | Final       | Final           |
| Atleta         | Evento    | Corrida 1      | Corrida 2      | Pos.           | Corrida 1   | Corrida 2   | Pos.        | Corrida 1   | Corrida 2   | Pos.            |
| -------------- | --------- | -------------- | -------------- | -------------- | ----------- | ----------- | ----------- | ----------- | ----------- | --------------- |
| Torah Bright   | Feminino  | 41.3           | 45.8           | 1º QF          |             |             |             | 5.9         | 45.0        | Medalha de ouro |
| Holly Crawford | Feminino  | 38.6           | 39.5           | 7º             | 17.3        | 41.7        | 1º          | 23.9        | 30.3        | 8º              |
| Scott James    | Masculino | 7.6            | 28.2           | 12º            | Não avançou | Não avançou | Não avançou | Não avançou | Não avançou | Não avançou     |
| Ben Mates      | Masculino | 28.3           | 29.6           | 9º             | 3.6         | 27.5        | 11º         | Não avançou | Não avançou | Não avançou     |

Slalom gigante paralelo
| Atleta       | Evento   | Preliminar | Preliminar | Oitavas          | Quartas          | Semifinal        | Final            | Final       |
| Atleta       | Evento   | Pontos     | Pos.       | Adversário Tempo | Adversário Tempo | Adversário Tempo | Adversário Tempo | Pos.        |
| ------------ | -------- | ---------- | ---------- | ---------------- | ---------------- | ---------------- | ---------------- | ----------- |
| Johanna Shaw | Feminino | 1:26:10    | 19º        | Não avançou      | Não avançou      | Não avançou      | Não avançou      | Não avançou |

Snowboard cross
| Atleta           | Evento    | Preliminar | Preliminar | Oitavas | Quartas     | Semifinal   | Final       | Final       |
| Atleta           | Evento    | Pontos     | Pos.       | Posição | Posição     | Posição     | Posição     | Pos.        |
| ---------------- | --------- | ---------- | ---------- | ------- | ----------- | ----------- | ----------- | ----------- |
| Stephanie Hickey | Feminino  | 1:35.26    | 18º        |         | Não avançou | Não avançou | Não avançou | Não avançou |
| Damon Hayler     | Masculino | 1.21.81    | 9º         | 2º      | 4º          | Não avançou | Não avançou | Não avançou |
| Alex Pullin      | Masculino | 1.20.15    | 1º         | 3º      | Não avançou | Não avançou | Não avançou | Não avançou |

Legenda
| Recorde mundial      | Recorde mundial (World record)               |                       | Recorde africano                      | Recorde africano (African) |                                           | Q | Classificado por posição (Qualified) |
| Recorde olímpico     | Recorde olímpico (Olympic record)            | Recorde da América    | Recorde da América (Americas)         | q                          | Classificado por melhor tempo (Qualified) |   |                                      |
| Melhor marca do ano  | Melhor marca do ano (World leading)          | Recorde asiático      | Recorde asiático (Asian)              | DNS                        | Não largou (Did not start)                |   |                                      |
| Recorde nacional     | Recorde nacional (National record)           | Recorde europeu       | Recorde europeu (European)            | DNF                        | Não terminou (Did not finish)             |   |                                      |
| Recorde pessoal      | Recorde pessoal do atleta (Personal best)    | Recorde da Oceania    | Recorde da Oceania (Oceania)          | DSQ / DQ                   | Desclassificado (Disqualified)            |   |                                      |
| Recorde da temporada | Recorde da temporada do atleta (Season best) | Recorde sul-americano | Recorde sul-americano (South America) | NM                         | Sem marca (No mark)                       |   |                                      |